# Andrea Michelori
Andrea Michelori, né le 20 février 1978 à Milan, en Italie, est un joueur italien de basket-ball, évoluant au poste d'ailier fort. 